# イデアプラス
株式会社イデアプラスは、大阪市中央区南本町に本社を置く、フランチャイズ本部の運営ならびにコンサルティング事業を中心とする外食産業企業である。
主なブランドとして、「銀のさら」「ふらんす亭」「金のとりから」「ミートラッシュ」がある。

## 沿革
- 1999年12月 - 京都市に設立
- 2000年3月 - 「ふらんす亭」事業を開始
- 2001年1月 - 「OMUOMU」事業を開始
- 2002年3月 - 「銀のさら」事業を開始
- 2002年7月 - 大阪市北区曾根崎に大阪オフィスを開設
- 2004年5月 - 大阪市北区小松原町に大阪オフィスを移転
- 2004年11月 - 「麻布茶房」事業を開始
- 2005年11月 - 「上弦」事業を開始
- 2005年12月 - 大阪市北区角田町に大阪オフィスを移転
- 2006年7月 - 本社（本店）を京都市から大阪市に移し、大阪オフィスを本社（本店）と定める
- 2007年8月 - 「漁師居酒屋井川丸」事業を開始
- 2008年8月 - 大阪市淀川区西中島に本社オフィスを移転
- 2013年12月 - 大阪市中央区南本町に本社オフィスを移転
- 2014年12月 - 株式会社C&Bプラス(旧:有限会社エー・ケー)を子会社化